# Église Saint-Sulpice d'Heudicourt
Pour les articles homonymes, voir Église Saint-Sulpice.
L'église Saint-Sulpice d'Heudicourt a été construite dans la première moitié du XVIe siècle. Elle s'apparente à l'église Saint-Aubin de Doudeauville-en-Vexin par sa structure et son decorum.
Sa façade est en appareil dit pseudidomos avec parement en silex taillé alterné d'assises de pierres layées formant chaînage. Soubassement et contreforts sont en grès.
La couverture d'ardoise est supportée par une charpente de bois en forme de coque inversée digne d'un charpentier de marine.
Le plan intérieur, cruciforme, est composé d'une nef sans bas-côtés, d'un transept et d'un chœur disposé en semi octogone. 
Chaque ferme de la nef et du transept est constituée d'arbalétriers avec des aisseliers cintrés en berceau brisé, le tout s'appuyant sur des entraits apparents. Les fermes de noue franchissent sans entraits, d'angle à angle, la croisée du transept.
Cette technique où fermes, pannes et chevrons travaillent  ensemble au détriment de l'entrait, est décrite par Viollet-le-Duc dans son Dictionnaire raisonné de l'architecture française du XIe au XVIe siècle comme spécifiquement anglo-normande.
Des lambris polychromes  pavent l'intrados des berceaux entre les fermes. Les entraits sont ornés aux extrémités d'engoulants , enfournant avec rage des abouts de poutres centenaires.
À chaque travée, des statues, disposées en encorbellement et peintes aux couleurs vives, distraient le fidèle de sa prière. L'une offre sa bouteille, l'autre son chapelet, le charron, tout à son travail, nous fait admirer sa roue sous l'œil guilleret d'un illustre donateur inconnu.
Au-dessus du sanctuaire, la clé de voûte représente un ange agenouillé tenant les armoiries de la famille de Fours.Aux angles de la croisée du transept, sont représentés les quatre évangélistes dont 3 sous leurs contreparties animales, le taureau pour Saint Luc, l'aigle pour saint Jean et le lion pour saint Marc. Mathieu, l'homme volant, occupe le dernier cardinal. Deux retables en plâtre, du XIXe siècle, se trouvent de part et d'autre du chœur.
L'église est placée sous le vocable de saint Sulpice.
L'église et le terrain y attenant fait l’objet d’un classement au titre des monuments historiques depuis le 21 septembre 1932.

## Galerie d'images

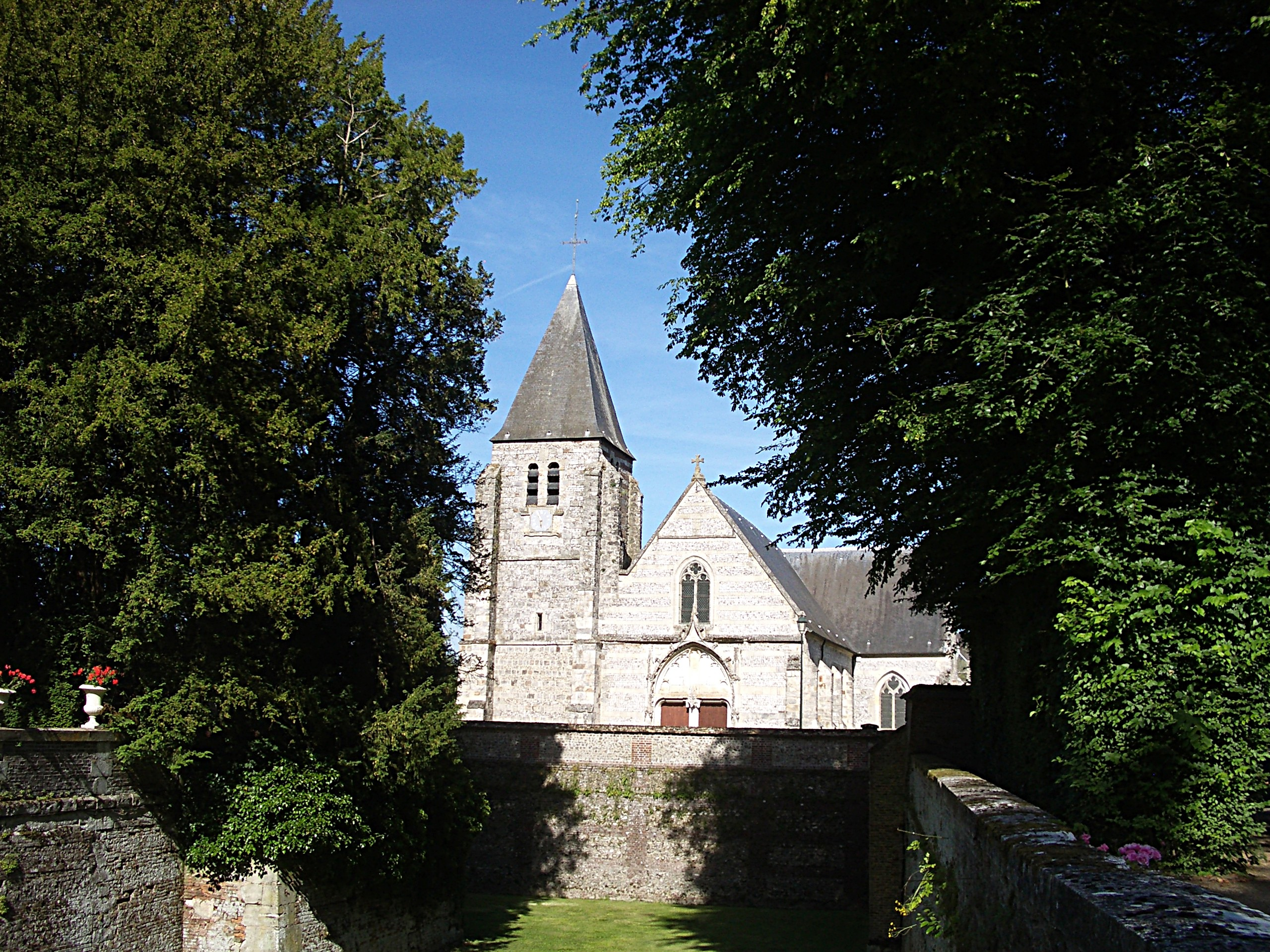
L'église d'Heudicourt vue des douves du Château
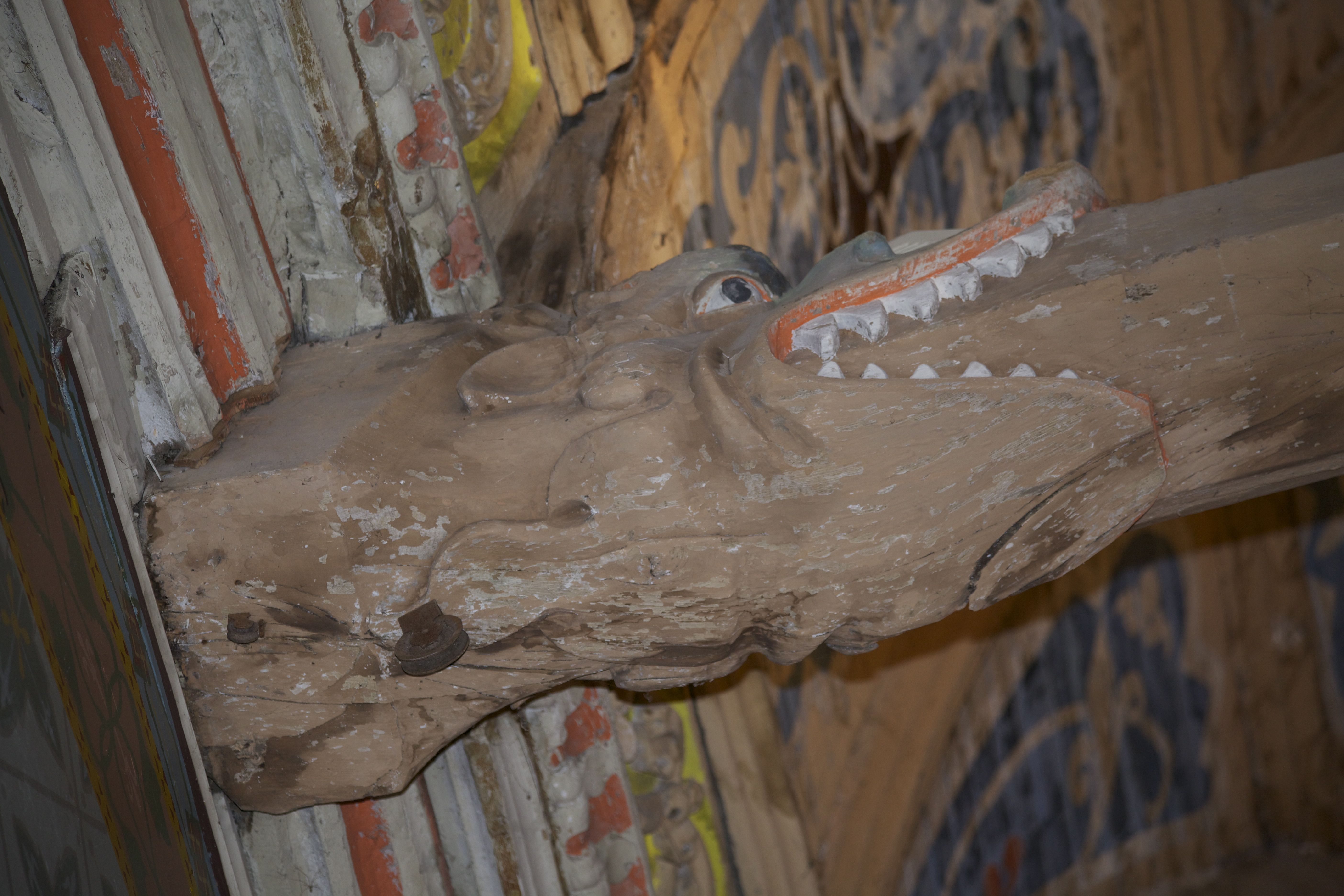
Engoulant
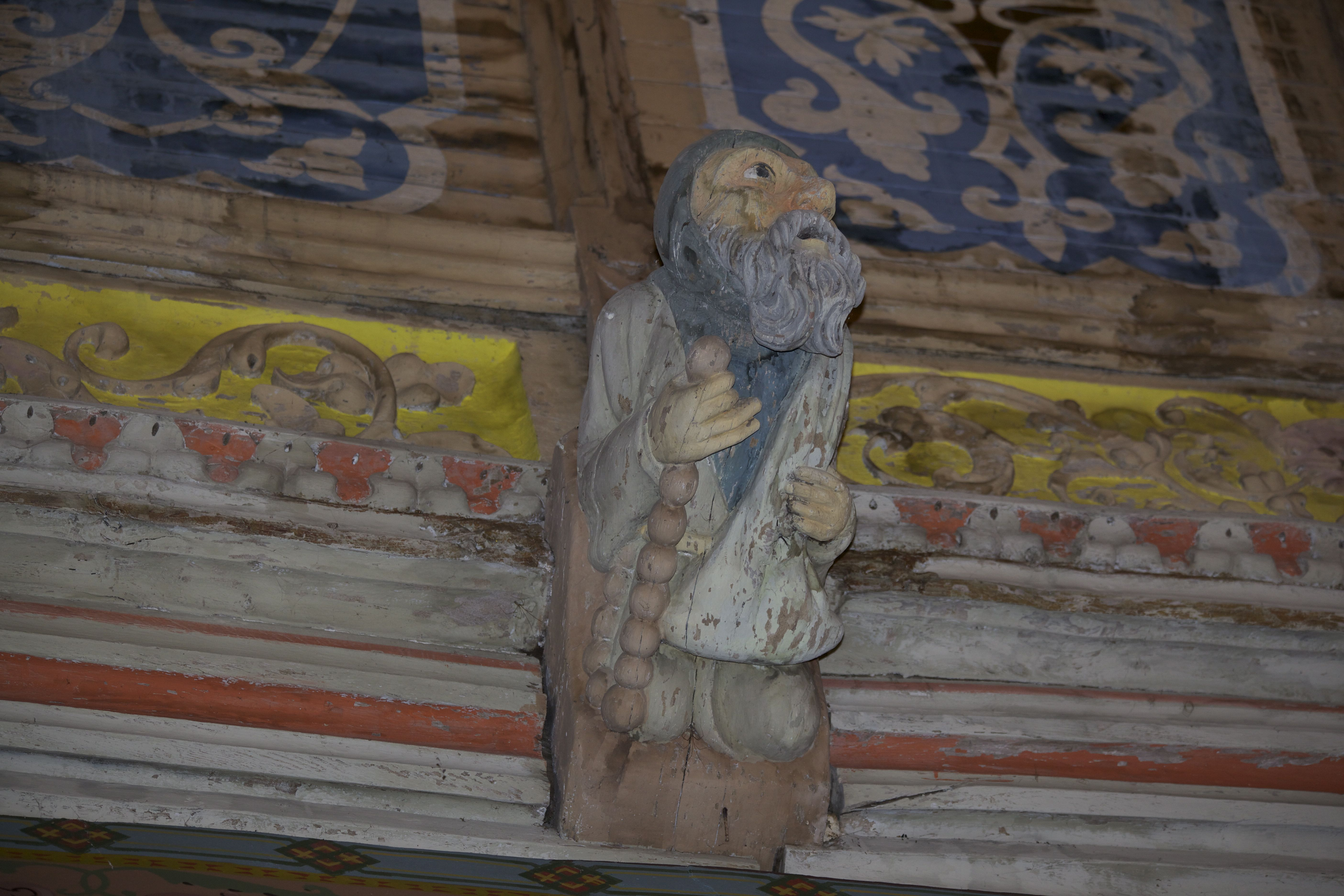
Le pèlerin
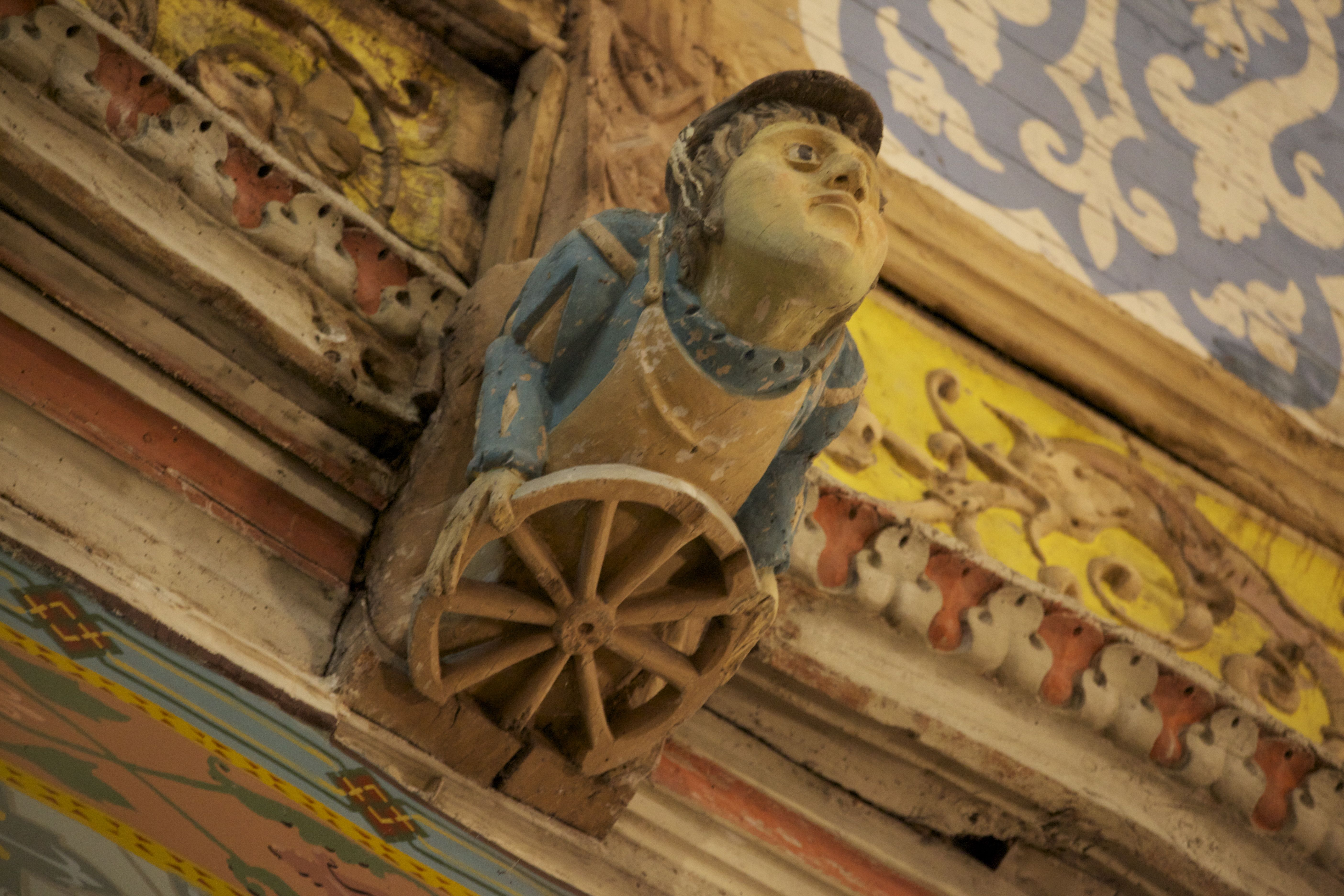
Le charron
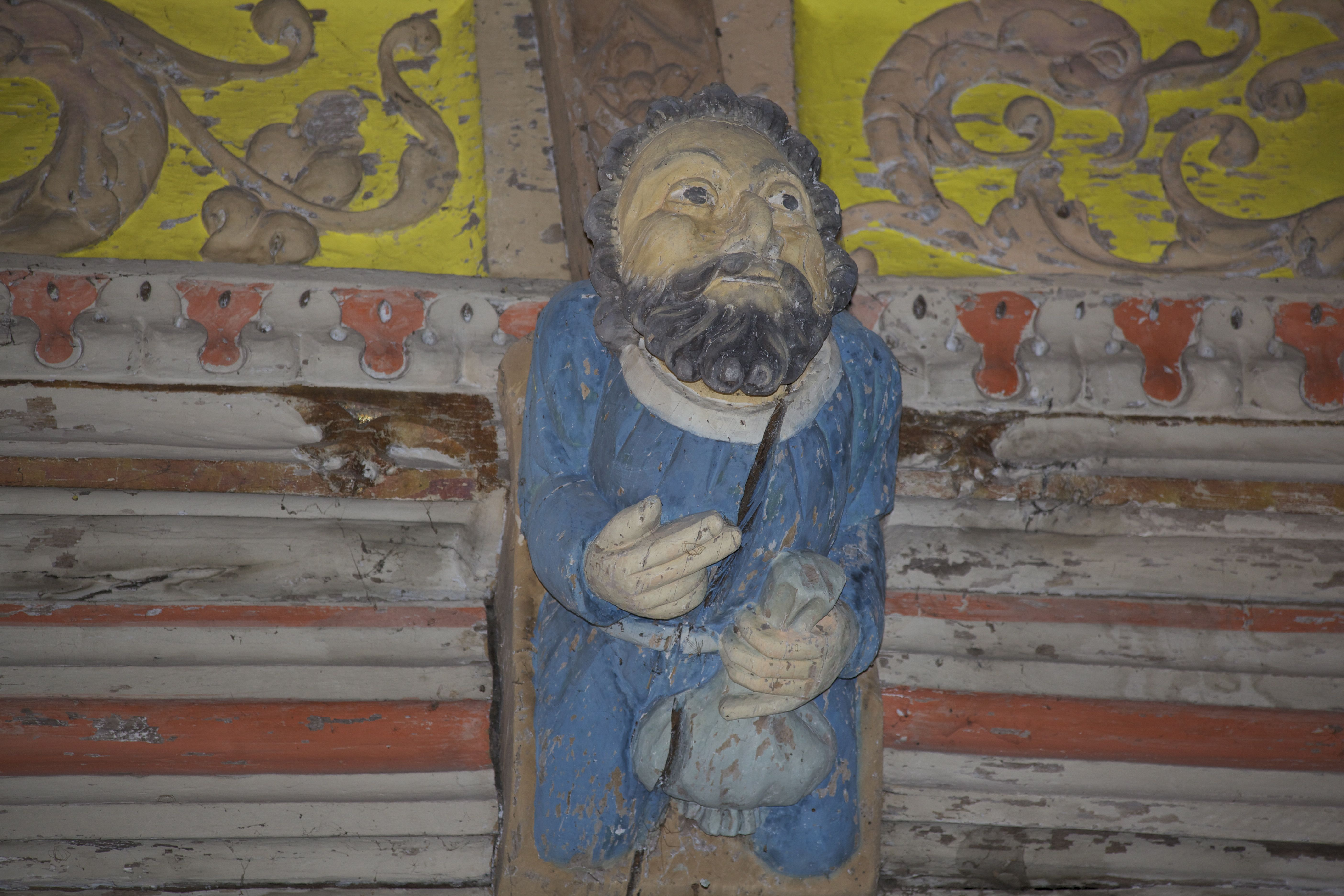
Le bailleur de fonds
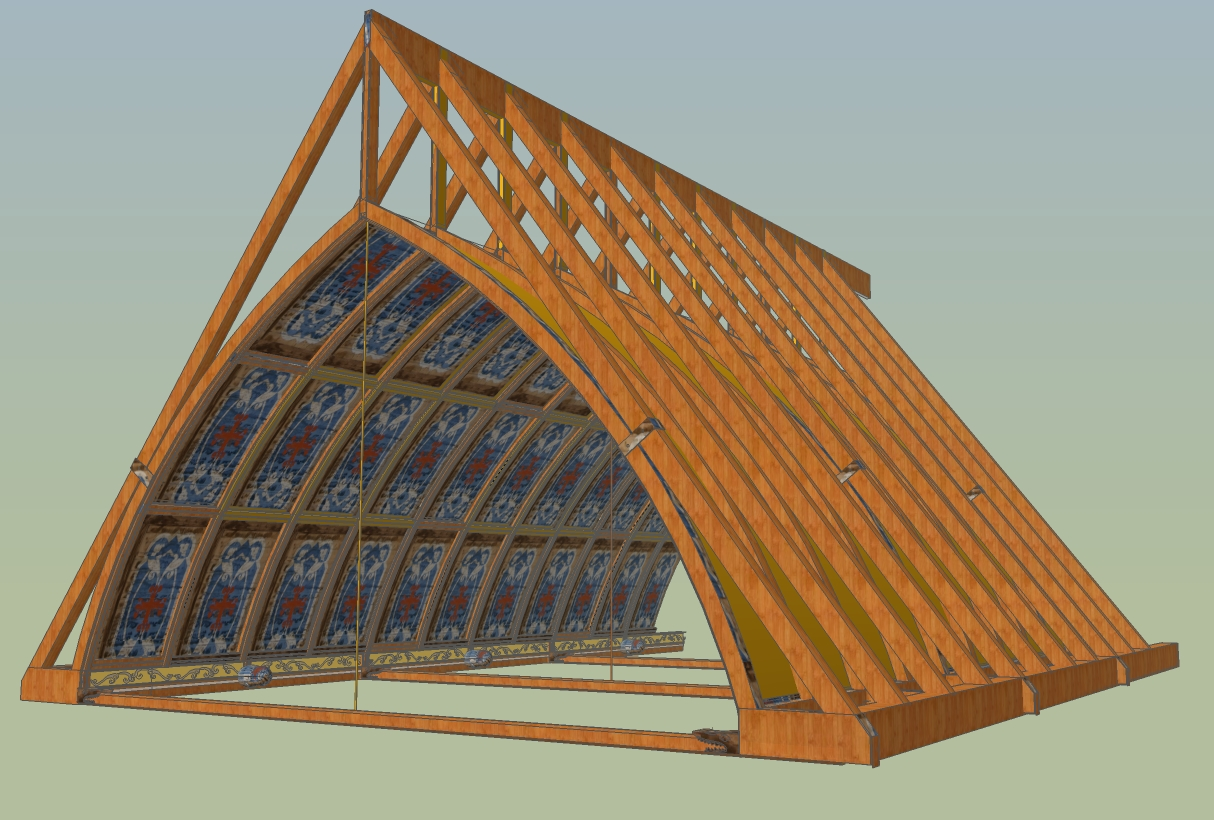
Vue 3d sur intrados nef heudicourt
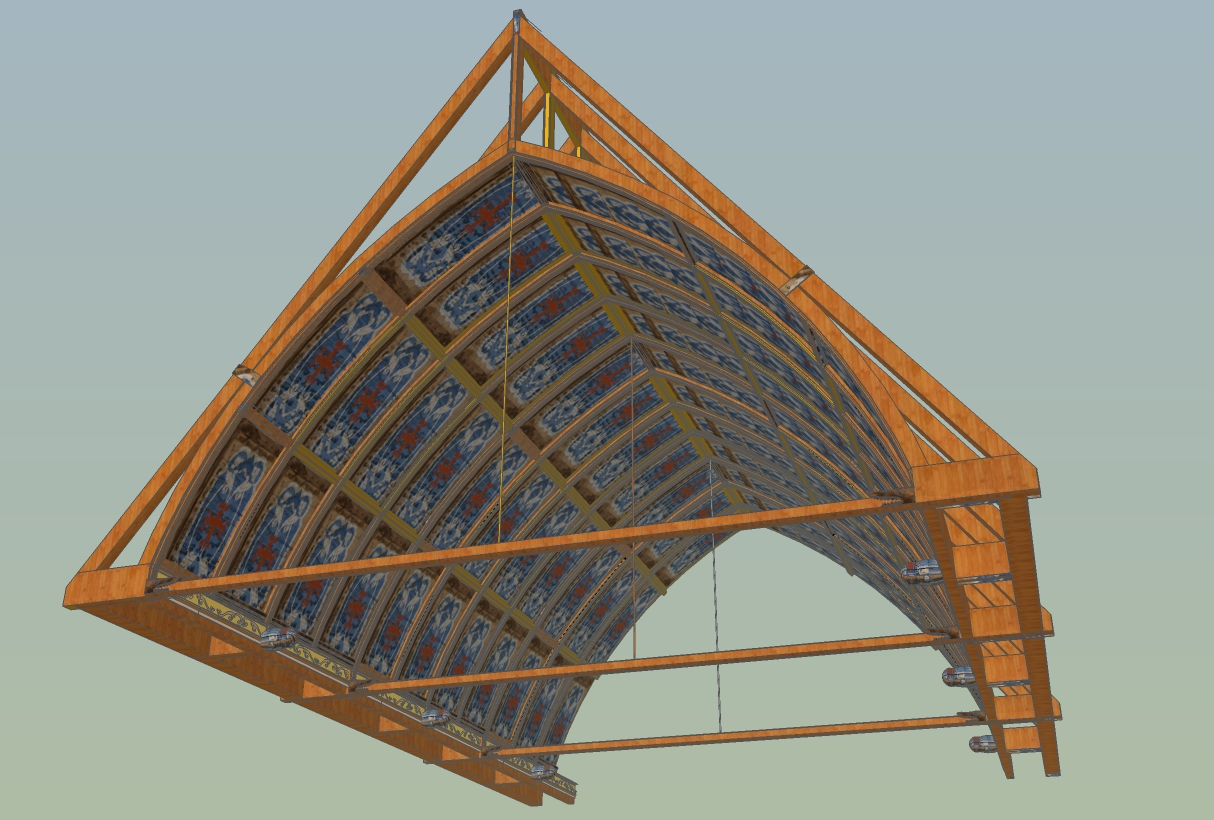
Vue 3d sur charpente Heudicourt
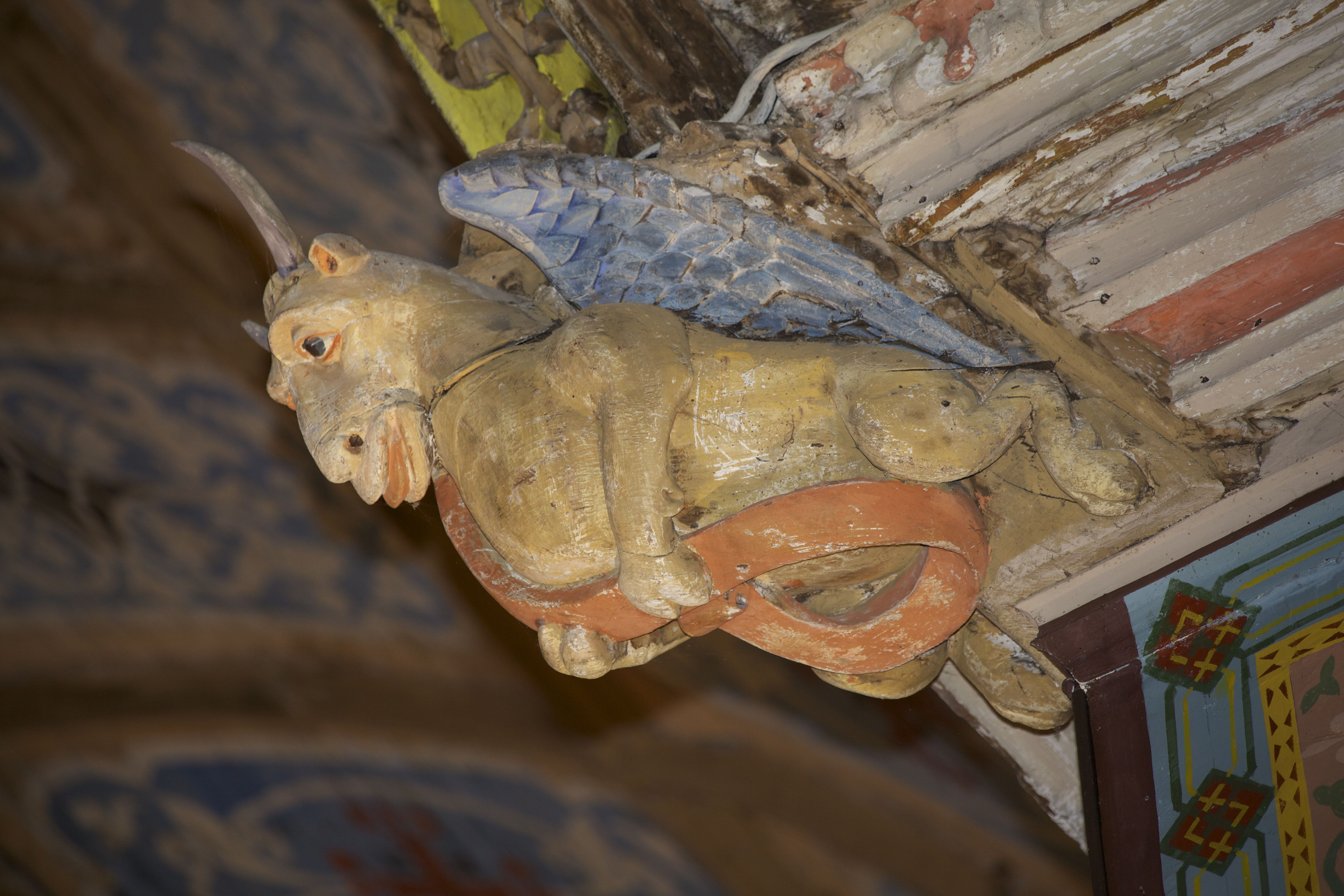
l'évangéliste saint Luc
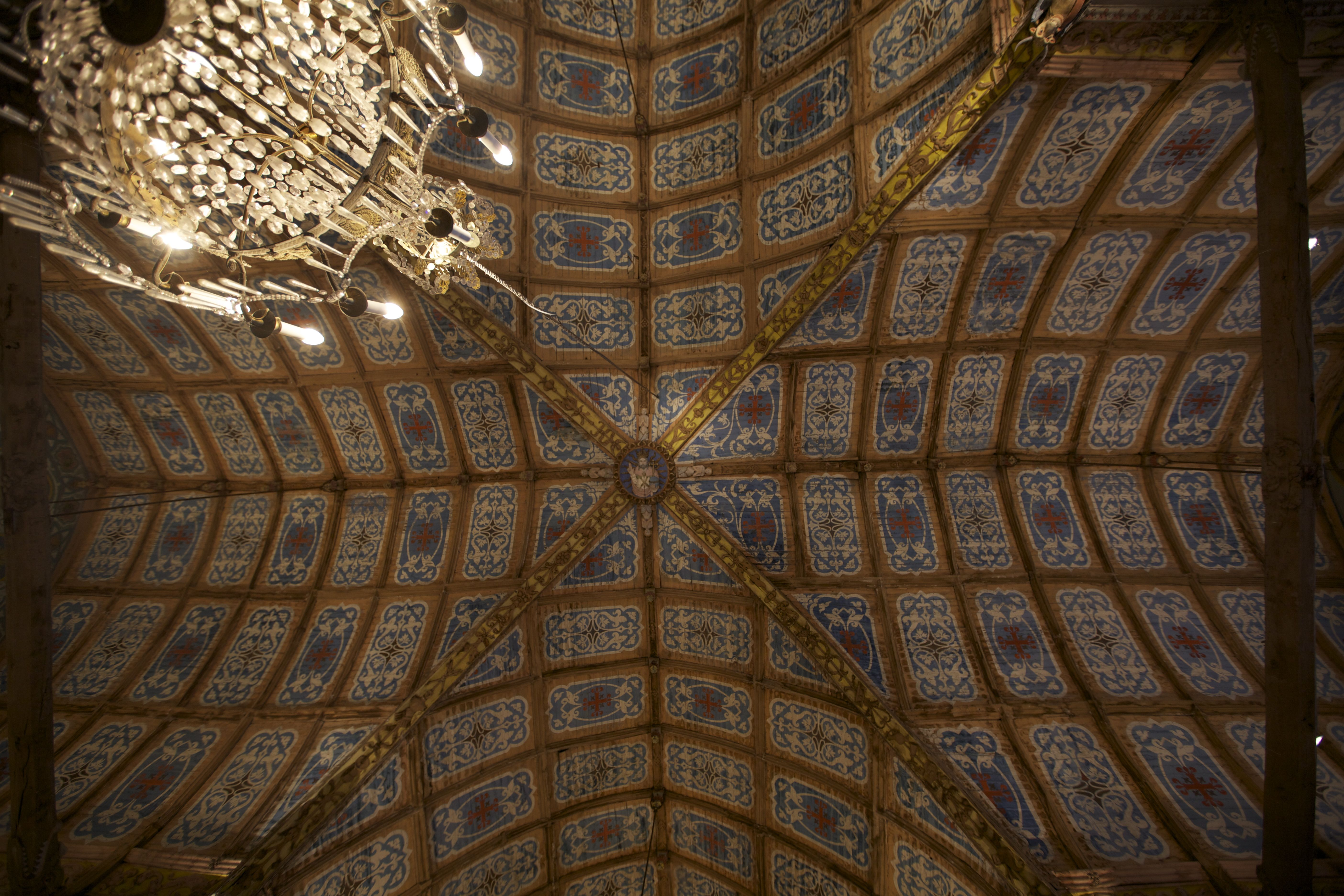
vue sur croisée